# Landgericht Bückeburg

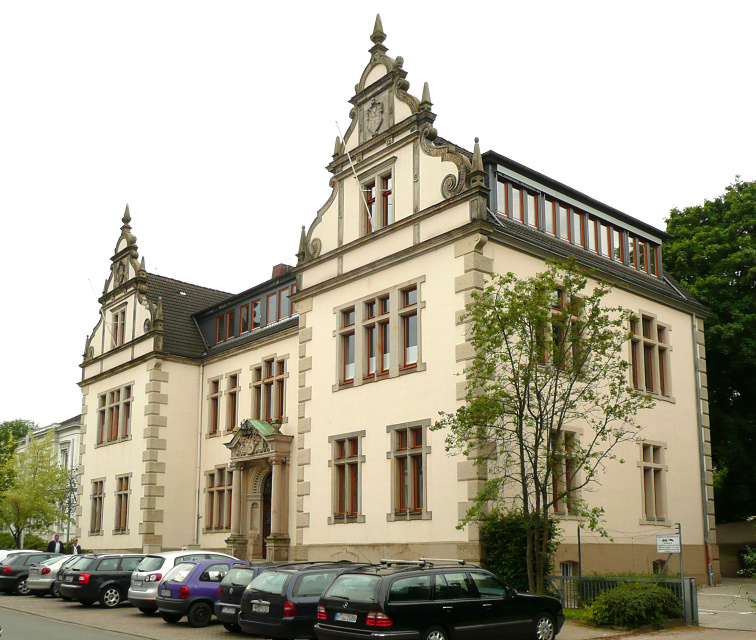
Sitz des Landgerichts im Justizzentrum

Das Landgericht Bückeburg ist neben den Landgerichten in Hannover, Hildesheim, Lüneburg, Stade und Verden eines von sechs Landgerichten im Bezirk des Oberlandesgerichts Celle. Es hat seinen Sitz im Justizzentrum Bückeburg, in dem auch der Niedersächsische Staatsgerichtshof und das Amtsgericht Bückeburg untergebracht sind.
Zum Bezirk des Landgerichts Bückeburg gehören die Amtsgerichte in Bückeburg, Rinteln und Stadthagen, also der gesamte Landkreis Schaumburg. Das Landgericht Bückeburg hat etwa 164.636 Gerichtseingesessene. Das Landgericht Bückeburg hat neun Richterstellen und 30 weitere Justizangestellte.

## Geschichte
Das Landgericht Bückeburg im Fürstentum Schaumburg-Lippe wurde nach Verabschiedung des Gesetzes betreffend die Reorganisation der Behörden vom 31. Dezember 1877 nach kontroversen Diskussionen gegründet. Sein erster Präsident war der am 20. August 1829 in Hildesheim geborene Louis Freiherr von Bülow. Die Kontroversen um das Landgericht waren verbunden mit dem Kampf um die Selbständigkeit des Fürstentums, die im Laufe der Geschichte immer wieder bedroht war. Bückeburg ist heute Sitz des 1951 gegründeten Niedersächsischen Staatsgerichtshofs, der in den Räumen des Landgerichts Aufnahme fand und dessen Geschäftsstelle vom Landgericht mitverwaltet wird.
Im Jahre 2005 gastierte auch in Bückeburg eine Wanderausstellung über die Verbrechen der Justiz im Nationalsozialismus. Die Basisausstellung wurde dabei ergänzt durch Regionalteile, örtliche Veranstaltungen und ein umfangreiches Angebot an pädagogisch-didaktischen Materialien. Der enge Bezug auf Niedersachsen und Schaumburg sollte zur Auseinandersetzung mit der lokalen Justizgeschichte anregen. Die Ausstellung thematisierte u. a. die NS-Vergangenheit des 1873 in der Grafschaft Bentheim geborenen Heinrich Zwitzers, von 1925 bis 1938 Präsident des Landgerichts und zuvor, von 1919 bis 1923, Präsident des Schaumburg-lippischen Landtages. Zwitzers wirkte ab 1933 in Bückeburg aktiv am Aufbau des Bund Nationalsozialistischer Deutscher Juristen mit und wurde selbst dessen Ortsgruppenleiter. Er wurde auch Fördermitglied der Waffen-SS.